# نوئل پارفیت

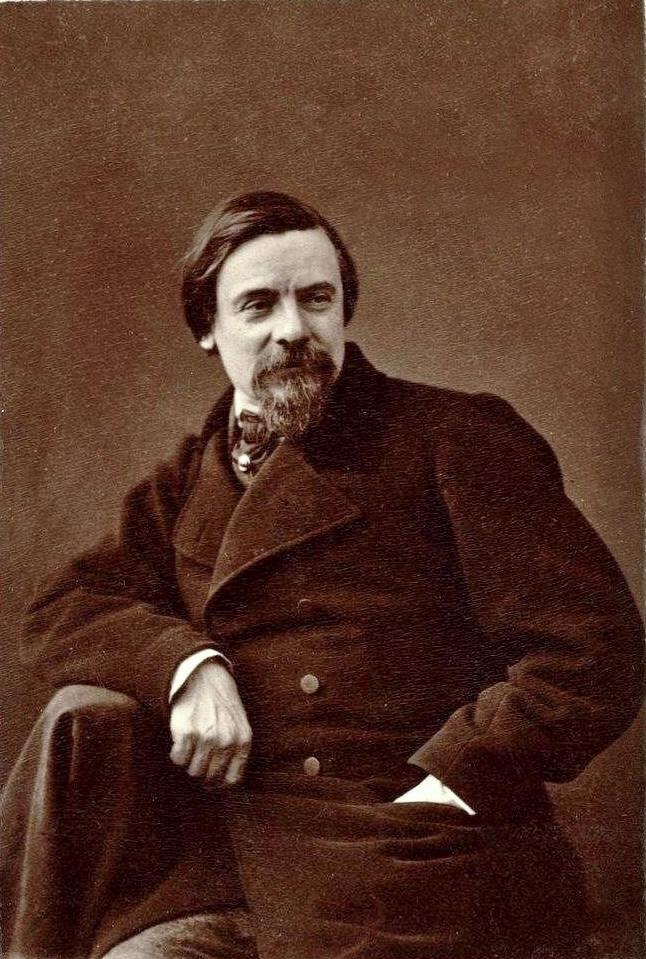
پرتره نوئل پارفیت، اثرنادار در حدود ۱۸۵۳ میلادی

نوئل پارفیت (Noël Parfait) (متولد ۲۸ نوامبر ۱۸۱۳ – درگذشتهٔ ۱۹ نوامبر ۱۸۹۶)، یک نویسنده، فعال سیاسی و یک عضو جمهوری‌خواه پارلمان، اهل فرانسه بود.

## زندگی‌نامه
پارفیت در خانه‌ای در شهر شارتر، شهرستان اور-ا-لوآر به دنیا آمد، وی فرزند ماری کترین گائوتیر و چارلز اتین پارفیت بود، پدر وی تولیدکننده و بازرگان جوراب‌های سابق بلند زنانه در او چات کوی فیوم (Au Chat qui fume)، ۲۰ رو دی لا پای (rue de la Pie)، شارتر بود. لوئیز اتزل، مادر نویسنده و سیاست‌مدار ژول اتزل، هنگام ولادت وی قابله بود.
پس از اتمام آموزش در کالج شارتر، او به‌طور فعالانه در انقلاب ۱۸۳۰ فرانسه (Trois Glorieuses) شرکت کرد. او مخالف سلطنت ژوئیه فرانسه بود و سه‌بار برای دفاع از جزوه‌های خود بر علیه رژیم تحت عنوان خطابه‌ها (Les Phillipiques) (1832-1834 میلادی) در دادگاه حاضر شد. در می ۱۸۳۳ میلادی، وی L'aurore d'un beau jour: épisodes des 5 et 6 juin 1832 را منتشر نمود، فراخوانی برای شورش که دو سال حبس و ۵۰۰ فرانک فرانسه جریمه برای وی در پی‌داشت. وی در ۱۸۳۶ میلادی در روزنامه لا پریسی (La Presse) روزنامه‌نگار شد. او در ۲۲ اوت همان سال با الیزابت شارلوتی دالویاو در شارتر ازدواج کرد. آن‌ها سه فرزند داشتند: جولس آلفرید (۱۸۳۸ میلادی)، پاول لئون (۱۸۴۱ میلادی) و ماری لئونی (۱۸۵۰ میلادی). او طی پنج سالی که در لا پریسی کار می‌کرد، در همکاری با تئوپایل گاوتیر یک سریال درام نوشت و همچنین با روزنامه‌های لی سیکل و لی نشنل همکاری داشت. در ۱۸۴۴ میلادی، انوره دو بالزاک کتاب دست نوشته خود به‌نام دهقانان (Les Paysans) را برای چاپ در لی پریسی به نزد پارفیت آورد، چون وی مسئول خواندن دست نوشته‌ها قبل از چاپ بود. پارفیت نسبت به این رمان بسیار مشتاق شد و اجازه چاپ آن را از مسئول ادبی به‌نام الکساندر دوجاریر گرفت.
در ۱۸۴۸ میلادی، وی عالی‌رتبه حکومت موقت در شارتر شد، از ۱۸۴۹ تا ۱۸۵۱ میلادی به عنوان نماینده مجلس فرانسه از حوزه انتخابیه اور-ا-لوآر انتخاب شده و در گروه پارلمانی جمهوری‌خواه موسوم به کوهستان (La Montagne) می‌نشست. او پس از کودتای ۲ دسامبر ۱۸۵۱ تبعید گردید. الکساندر دوما او را در خانه خود، در ۷۳ لوریوارد دی واترلو در بروکسل پذیرفت و پارفیت به عنوان منشی وی کار کرد. در آنجا، او متن‌های دوماس و کتاب‌های که دوما به عاریت گرفته بود را کاپی کرد. او مکاتبه قابل توجهی با ویکتور هوگو داشت، سپس به گرنزی تبعید شده و در آنجا اثبات‌های کتاب‌های شعر خود را تصحیح کرد.
او در جریان عفو عمومی ۱۸۵۹ به فرانسه عودت نموده و برای چندین روزنامه، به‌طور برجسته لی سیکل، به نوشتن آغاز کرد. وی به عنوان مصحح برای ناشر مایکل لیوای کار کرد و هم‌زمان با گوستاو فلوبر در رابطه به موضوع رمان وی، تربیت احساسی (L'Education sentimentale)، مکاتبه می‌نمود و اشتباهاتی که در سبک نوشتاری وجود داشت را به وی بیان می‌کرد.
او در ۱۸۷۱ میلادی در انتخابات پارلمانی فرانسه از حوزه انتخابیه اور-ا-لوار به مبارزه پرداخته و برنده انتخابات شد، او سپس پنج مرتبه به عنوان نماینده انتخاب گردیده و تا ۱۸۹۳ میلادی به عنوان نمایندهٔ این حوزه باقی ماند. او بخشی از گروه پارلمانی جمهوری‌خواه چپ‌گرا بود. وی یکی از امضاء کنندگان در مانیفست ۳۶۳ عضو پارلمان بود که در ۱۶ می ۱۸۷۷، اعتماد به حکومت دی بروی را رد کردند.
او برای چندین سال از بیماری کم‌خونی مغزی رنج می‌برد و در ۱۹ نوامبر ۱۸۹۶ در پاریس درگذشت، همسر و دخترش قبل از او درگذشته بودند. پس از اتمام مراسم خاک‌سپاری در کلیسای کاتولیک سنت-کلوتیلد، او در گورستان پر-لاشز (منطقه ۵۵ام) در پاریس به خاک سپرده شد.

## میراث
خیابان نوئل پارفیت به افتخار وی در شارتر نام‌گذاری شده‌است.

## ارجاعات
1. ↑  "Chartres 1813 p228". www.archives28.fr. Archived from the original on 21 August 2021. Retrieved 21 August 2021.
2. 1 2  "Parfait, Noël (1813-1896)". catalogue.bnf.fr. Retrieved 21 August 2021.
3. ↑  "Noël Parfait, député d'Eure-et-Loir et littérateur, natif de la rue de la Pie". L'Écho républicain de la Beauce et du Perche. 13 December 1956.
4. ↑  "Elisabeth Charlotte DALLOYAU". gw.geneanet.org. Retrieved 21 August 2021.[پیوند مرده]
5. ↑  Journal Le Temps, 18 March 1870, page 2
6. ↑  "Alexanre Dumas". www.dumaspere.com. Archived from the original on 21 August 2021. Retrieved 21 August 2021.{{cite web}}:  نگهداری یادکرد:ربات:وضعیت نامعلوم پیوند اصلی (link)
7. ↑  L'Écho républicain de la Beauce et du Perche, 27 November 1969: " Pour fêter le centenaire de L'Éducation sentimentale, Gustave Flaubert et Chartres" de Joël-Marie Fauquet, avec une transcription des lettres adressées par Gustave Flaubert à Noël Parfait en 1869 et 1870: "Paris, septembre 1869. Cher ami, Les trois fautes de style que vous m'indiquez sur la feuille ci-jointe..."
8. ↑  Mollier, Jean-Yves (1978). Noël Parfait , 1813-1896: biographie littéraire et historique..
9. ↑  Moiroux, Jules (1908). Le cimetière du Père Lachaise. Paris: S. Mercadier.